# Круглик (пам'ятка природи)
Круглик — ботанічна пам'ятка природи загальнодержавного значення. Розташований у межах міста Тетіїв Київської області.
Пам'ятка природи знаходиться у межах міста Тетіїв коло розвилки, де від дороги Р-17 відходить дорога О-102305 на Теліжинці, на землях колишнього КСП "Тетіївське". Недалеко від розвилки від дороги на Теліжинці в ліс відходить ґрунтова дорога. Оголошено Указом Президента України від 20.08.1996 р. № 715/96.
Ботанічна пам’ятка є еталонною ділянкою добре збережених, флористично багатих листяних лісів. Зростають види, занесені до
Червоної книги України: сон чорніючий, підсніжник звичайний. Ліс овальної форми займає одне із відгалужень розораної балки.

## Галерея

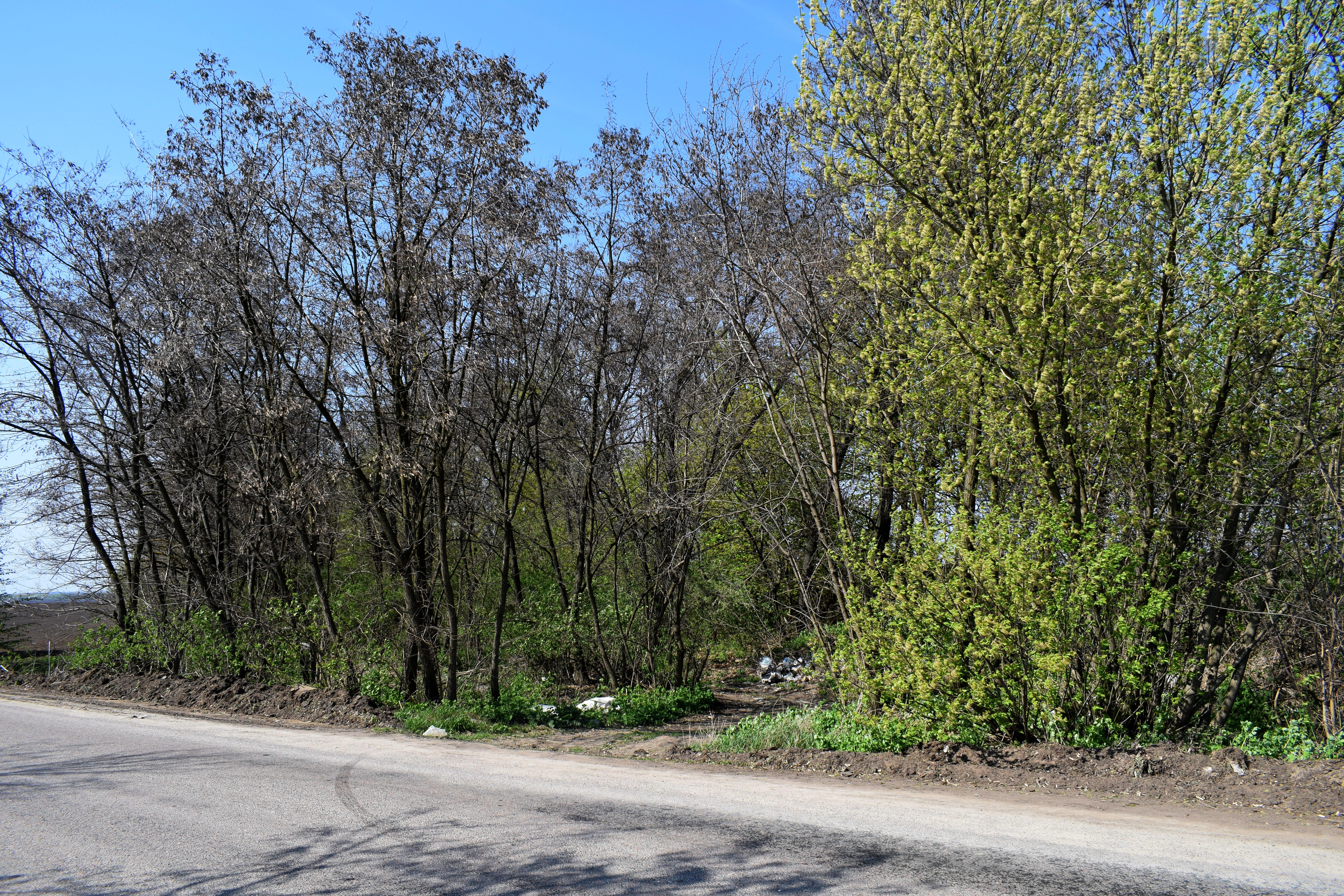
Заїзд до Круглика з дороги
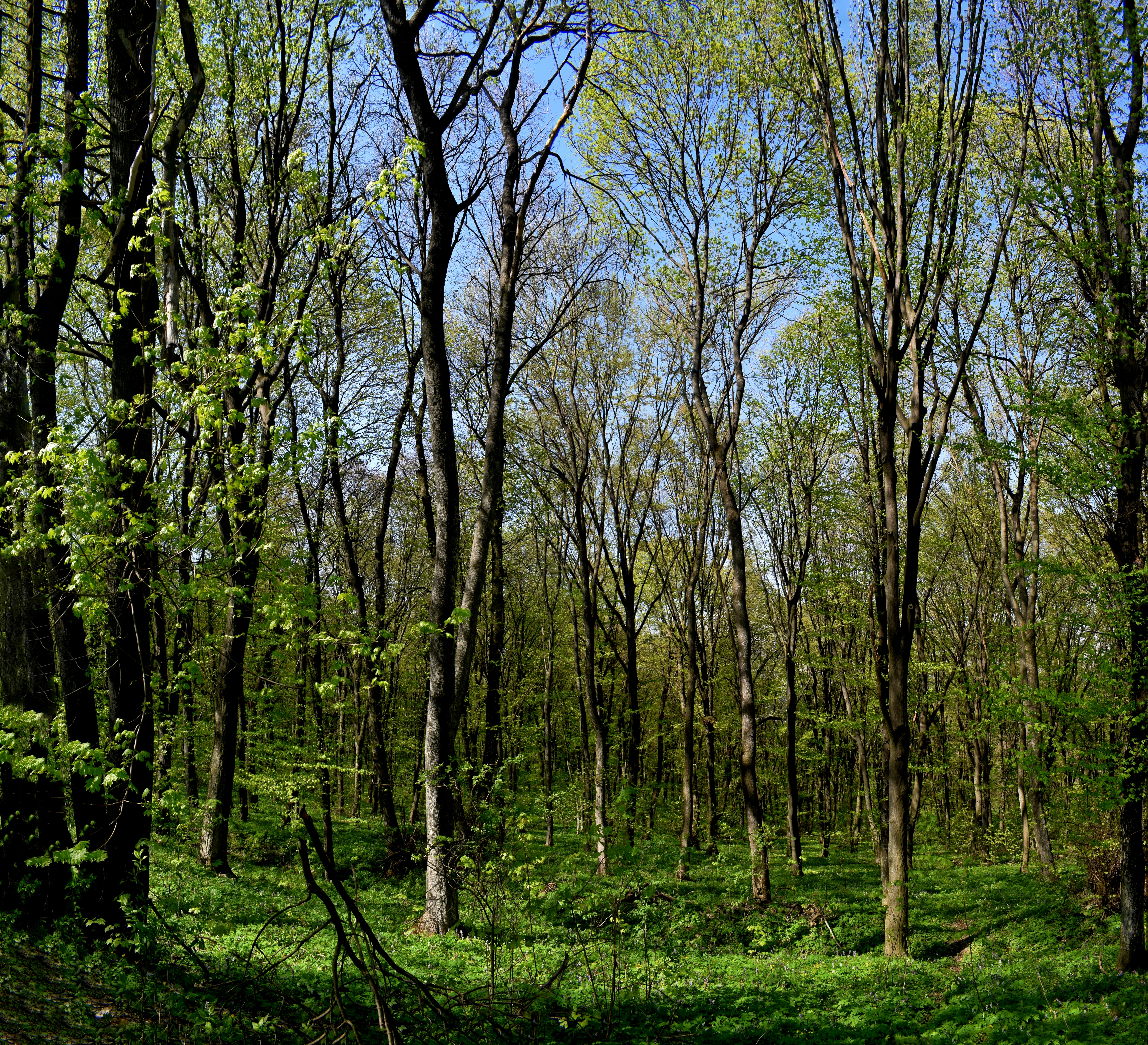
У лісі
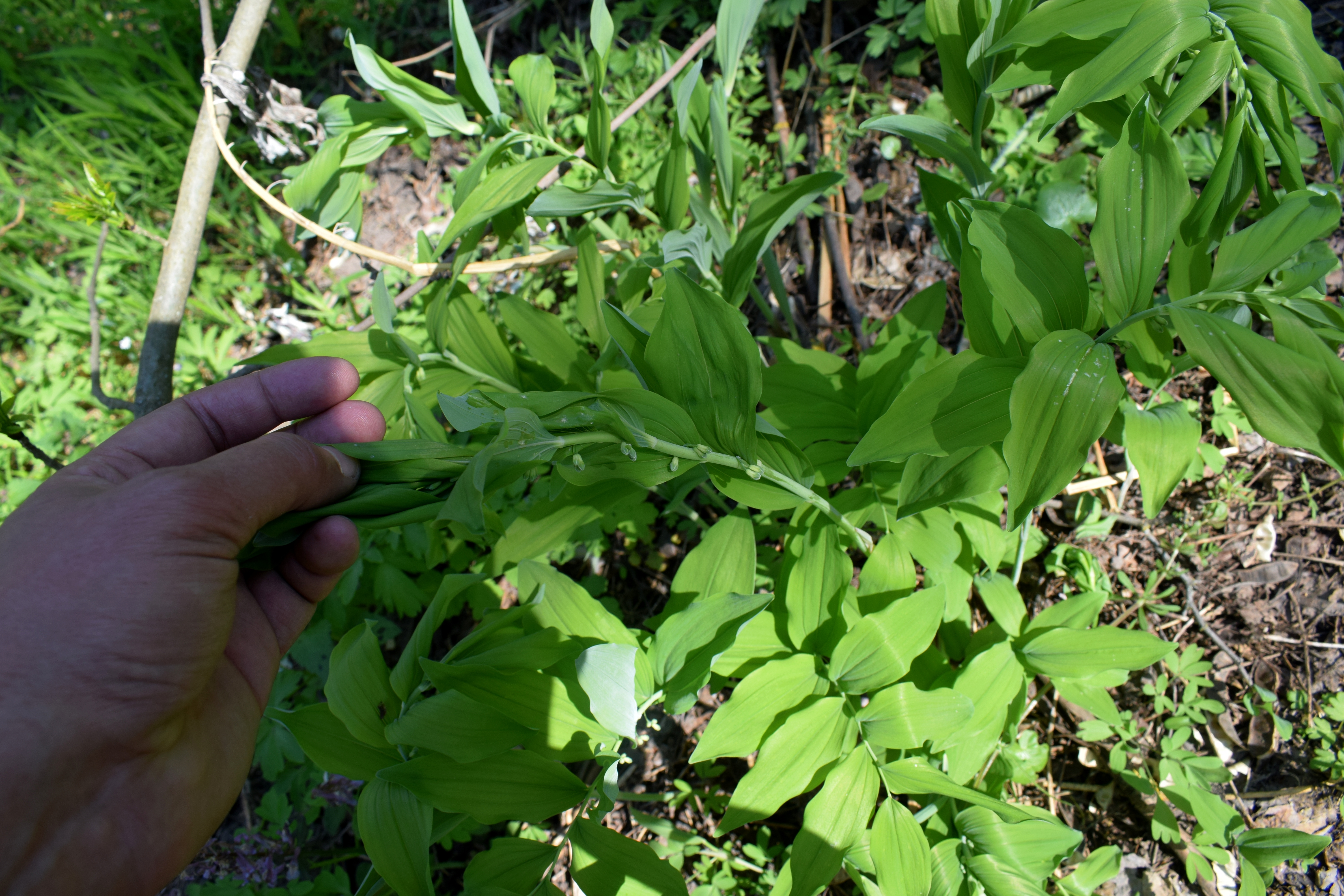
Купина
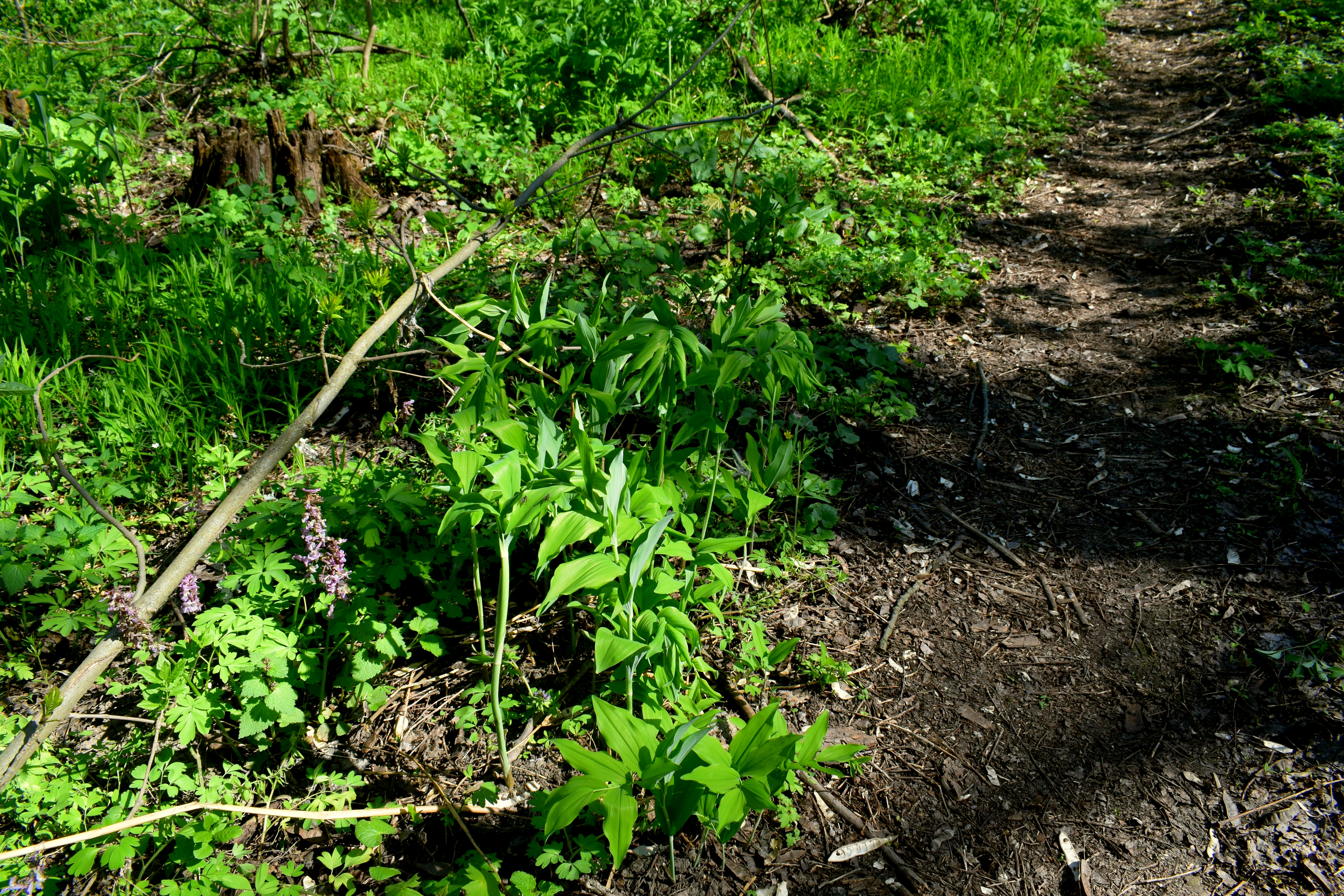
Ряст
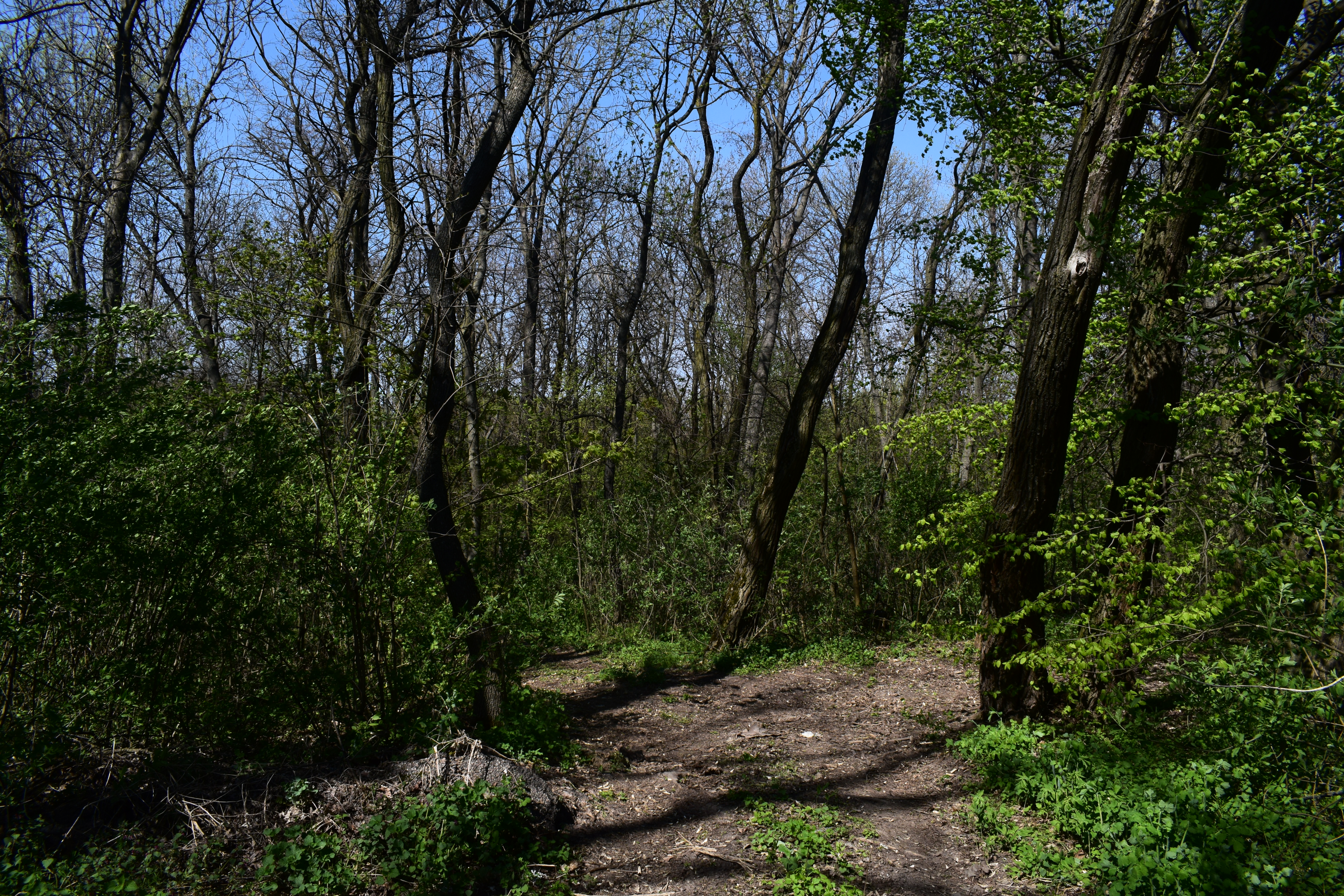
На схилі балки
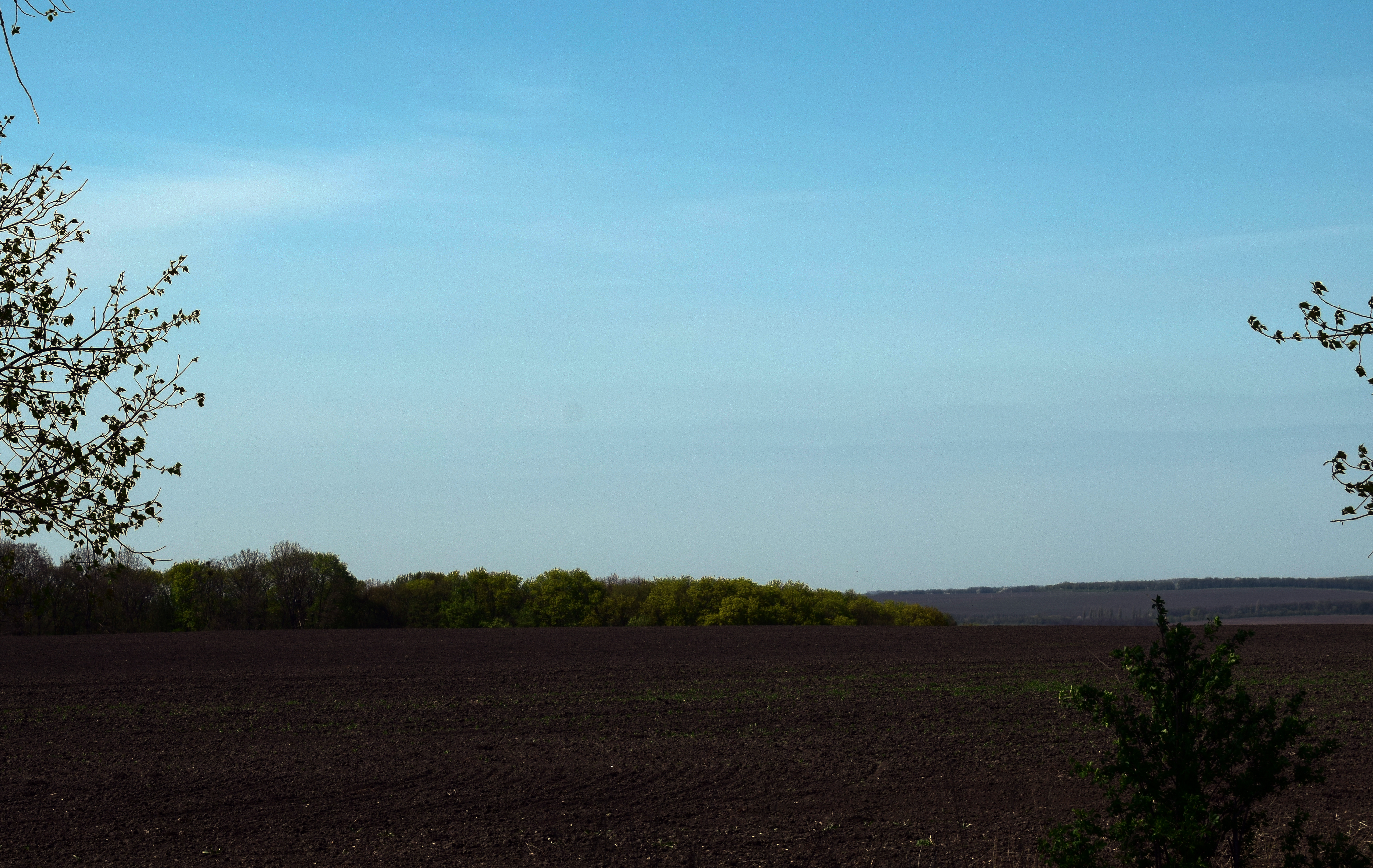
Вид з шосе на Тетіїв